# ナジュド・スルタン国

ナジュド・スルタン国
سلطنة نجد

1921年時点のナジュド・スルタン国の領土

ナジュド・スルタン国は、1921年から1926年にかけて存在したサウジアラビアの国家。
1921年にナジュド及びハッサ王国の君主アブドゥルアズィーズ・イブン＝サウード(後のサウジアラビア初代国王)は、ジャバル・シャンマル王国を倒して、自らスルターンを宣言し国名も改名した。
その後1926年にヒジャーズ王国を征服し連合王国（ナジュド及びヒジャーズ王国）を宣言、1932年にその連合体制をやめ、現在のサウジアラビアが成立した。